# Angela Rayner
Angela Rayner, tidigare Bowen, född 28 mars 1980 i Stockport i Greater Manchester, är en brittisk politiker i Labour. Sedan den 5 juli 2024 är hon Storbritanniens biträdande premiärminister samt kommun- och  bostadsminister.
Rayner är vice partiledare för Labour sedan 2020 och ledamot av underhuset för valkretsen Ashton-under-Lyne sedan 2015.

## Bakgrund
Rayner arbetade inom socialtjänsten i Stockport och var senare facklig representant på heltid inom förbundet Unison, först lokalt i Stockton och därefter för nordvästra England.

## Politisk karriär
Rayner utsågs inför parlamentsvalet 2015 till Labours kandidat i valkretsen Ashton-under-Lyne i Greater Manchester, efter att den sittande parlamentsledamoten David Heyes valt att inte ställa upp för omval. Rayner valdes till parlamentsledamot, och har suttit i parlamentet sedan dess.
Efter Ed Milibands avgång som partiledare för Labour 2015 stödde Rayner Andy Burnham som ny partiledare. Han förlorade dock partiledarvalet till Jeremy Corbyn.
Under Corbyn utsågs Rayner till whip för oppositionen och blev därefter skuggminister för arbets- och pensionsministeriet i januari 2016. Efter omfattande avhopp från Corbyns skuggregering senare under 2016 blev Rayner skuggjämställdhetsminister och skuggutbildningsminister. När Corbyn samma år utmanades om partiledarposten stödde Rayner honom.
Inför parlamentsvalet i december 2019 meddelade Labours vice partiledare Tom Watson att han inte skulle ställa upp för omval till parlamentet, och samtidigt lämna posten som vice partiledare. I valet tappade Labour väljarstöd och konservativa partiet under Boris Johnson uppnådde egen majoritet. Med anledning av detta meddelade partiledaren Corbyn sin avgång, vilket innebar att Labour genomförde val av både ny partiledare och ny vice partiledare. I januari 2020 meddelade Rayner att hon ställde upp som kandidat till vice partiledare. Rayner tillkännagav också sitt stöd för Rebecca Long-Bailey som kandidat till ny partiledare.
Fem kandidater till posten som vice partiledare fick det nödvändiga stödet från den egna partiorganisationen för att gå vidare till en omröstning bland Labours medlemmar, nämligen Rayner, Rosena Allin-Khan, Richard Burgon, Dawn Butler och Ian Murray. 4 april 2020 tillkännagavs att Rayner vunnit i tredje röstomgången samtidigt som Keir Starmer valts som ny partiledare. Rayner ingick därmed automatiskt i Starmers skuggkabinett, från 2023 med ansvar för kommun- och bostadsfrågor. Efter att Labour vunnit parlamentsvalet 2024 blev hon biträdande premiärminister samt kommun- och bostadsminister (Secretary of State for Housing, Communities and Local Government).